# Sasson Gabai
Sasson Gabai (Baghdad, 24 novembre 1947) è un attore israeliano.

## Biografia
Gabai nasce a Baghdad il 24 novembre 1947 da una famiglia ebraica. Durante la sua infanzia si trasferisce in Israele con la famiglia. Dopo aver concluso il servizio militare israeliano, studia teatro e psicologia all'Università di Tel Aviv. Dopo essersi laureato inizia a recitare in teatro, dove recita in opere come Il servitore di due padroni, Comma 22, Chi ha paura di Virginia Woolf? e Peter Pan.
Negli anni successivi Gabai recita in molti film, film Tv e serie Tv israeliani, vincendo anche un Ophir Award, l'oscar israeliano.
Il primo film hollywoodiano arriva nel 1988, quando entra nel cast di Rambo III.
Il suo nome viene scritto anche Sasson Gabay e Sasson Gabbay.

## Filmografia parziale

### Cinema
- I guerrieri del vento (The Ambassador), regia di J. Lee Thompson (1984)
- Rambo III, regia di Peter MacDonald (1988)
- Mai senza mia figlia! (Not Without My Daughter), regia di Brian Gilbert (1991)
- Delta Force One: The Lost Patrol, regia di Joseph Zito (2000)
- The Order, regia di Sheldon Lettich (2001)
- La banda (Bikur Ha-Tizmoret), regia di Eran Kolirin (2007)
- Hello Goodbye, regia di Graham Guit (2008)
- Un insolito naufrago nell'inquieto mare d'oriente (Le cochon de Gaza), regia di Sylvain Estibal (2011)
- Viviane (Gett), regia di Ronit Elkabetz e Shlomi Elkabetz (2014)
- L'angelo (The Angel), regia di Ariel Vromen (2018)

### Televisione
- Casa Saddam (House of Saddam) – serie TV, episodio 1x01 (2008)
- Shtisel – serie TV (2013-2019)
- Oslo, regia di Bartlett Sher – film TV (2021)

## Riconoscimenti
- Ophir Award
  - 2001 – Candidatura come Miglior attore non protagonista
  - 2006 – Candidatura come Miglior attore non protagonista
  - 2007 – Vinto Miglior attore per La banda
  - 2011 – Candidatura come Miglior attore
- Asia Pacific Screen Awards
  - 2007 – Candidatura come Miglior attore per La banda
  - 2011 – Candidatura come Miglior attore
- European Film Awards
  - 2007 – Vinto Miglior attore per La banda
- Festival Internazionale del Cinema di Porto
  - 2008 – Vinto Miglior attore per La banda
- Ghent International Film Festival
  - 2007 Vinto Special Mention per La banda
- Jerusalem Film Festival
  - 2007 Vinto Miglior attore per La banda
- Festival International du Film d'Amour de Mons
  - 2008 Vinto Miglior attore per La banda

## Doppiatori italiani
Nelle versioni in italiano dei suoi film, Gabai è stato doppiato da:
- Francesco Pannofino in Rambo III
- Pino Ammendola in The Order
- Franco Mannella ne Un insolito naufrago nell'inquieto mare d'oriente, Viviane